# 헌릉관리소
헌릉관리소(獻陵管理所)는 사적 제194호로 지정된 헌릉 및 인릉을 보호·관리하기 위해 설립된 대한민국 문화재청 소속기관으로 헌릉관리소장(6급)은 행정주사ㆍ임업주사 또는 시설주사로 보한다. 서울특별시 서초구 헌인릉길 34에 위치하고 있다. 세계유산의 효율적인 관리를 위해 2012년 9월 12일 조선왕릉관리소 소속 지구관리소로 통합되면서 폐지되었다.

## 주요 업무
- 사적 제194호 헌릉·인릉 문화재 보호관리
- 수목·시설물 보호관리
- 관람에 관한 사항
- 기타 관리소 운영에 필요한 사항

## 같이 보기
- 헌릉